# Клуб де Химнасия и Есгрима Ла Плата
Клуб де Химнасия и Есгрима „Ла Плата“ е спортен клуб от град Ла Плата, провинция Буенос Айрес, Аржентина.
Основан е на 3 юни 1887 година като Клуб де Химнасия и Есгрима (Клуб по фехтовка и гимнастика). Неговият основен спорт е футбол, по който е член на Първа дивизия на Аржентина.
Неговият стадион носи името Хуан Карлос Серийо и е известен още като Естадио дел Боске. Намира се в квартал Мондонго в Ла Плата и може да побере 33 000 зрители. Комплексът включва спортен център, детска градина, начално и средно училище и недвижима собственост от 160 хектара, заедно с други съоръжения.
Клуб де Химнасия и Есгрима е шампион на дивизия Интермедия от футболното първенство през 1915 г., вицешампион на Първа дивизия през 1924 и шампион на Първа дивизия през 1929 г., преди професионализацията през 1931 г.
Печели юбилейната Стогодишна купа на Аржентинската футболна асоциация през 1994 година и е шампион на Втора дивизия (1944, 1947, 1952); освен това е вицешампион на Първа дивизия 5 пъти. Прекарва 69 сезона в Първа дивизия, като така излиза на 8-о място по престой в нея.